# Félix Pissarro
Pour les articles homonymes, voir Pissarro.
Félix Pissarro, connu comme Jean Roch, né le 24 juillet 1874 à Pontoise et mort le 29 novembre 1897 à Kew, est un peintre, aquafortiste et caricaturiste français. Il est le fils du peintre Camille Pissarro.